# 信息与电子工程前沿
《信息与电子工程前沿（英文）》（Frontiers of Information Technology & Electronic Engineering，縮寫 FITEE），为国际发行同行评议的科学期刊，该刊已被SCI-E检索。
虽然《FITEE》是浙江大学出版的期刊，但发表文章并不需要浙江大学的任职或就学资格。《FITEE》收到世界各地作者的论文。发表文章的竞争较为激烈。所有的研究文章在见刊之前皆须同行评审。

## 历史
本刊前身为Journal of Zhejiang University-SCIENCE C (Computer & Electronics)，于2015年起被中国工程院与浙江大学共同资助及管理，同时正式改为现名。

## 检索
本刊被SCI-E, Ei Compendex, DBLP, IC, Scopus, JST, CSA等数据库检索。本刊2022年JIF影响因子为3.0，CiteScore为5.2，2019-2023五年h指数为30。

## 办刊目标
发表信息与电子工程领域内最新的应用、原理及算法。